# Cyclocardia rjabininae
Cyclocardia rjabininae is een tweekleppigensoort uit de familie van de Carditidae. De wetenschappelijke naam van de soort is voor het eerst geldig gepubliceerd in 1955 door Scarlato.